# 里佐库尔-比谢
里佐库尔-比谢（法語：Rizaucourt-Buchey，法語發音：[ʁizokuʁ byʃɛ]）是法国上马恩省的一个市镇，属于肖蒙区。该市镇于1973年由原市镇里佐库尔（Rizaucourt）和比谢（Buchey）合并而成。

## 地理
里佐库尔-比谢（48°16'43"N, 4°51'56"E）面积15.07 平方千米，位于法国大東部大區上马恩省，该省份为法国东北部内陆省份，北起马恩省和默兹省，西接奥布省，西南接科多尔省，东南接上索恩省，东临孚日省。
与里佐库尔-比谢接壤的市镇（或旧市镇、城区）包括：鲁夫尔莱维涅、索尔西、伯维尔、科隆贝双教堂村。

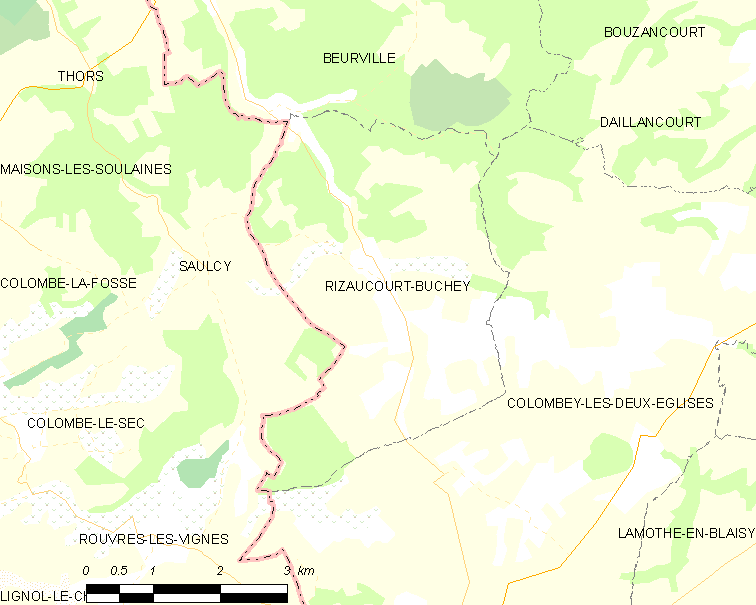
里佐库尔-比谢的OSM定位图

里佐库尔-比谢的时区为UTC+01:00、UTC+02:00（夏令时）。

## 行政
里佐库尔-比谢的邮政编码为52330，INSEE市镇编码为52426。

## 政治
里佐库尔-比谢所属的省级选区为沙托维兰县。

## 人口

1962-2008年间里佐库尔-比谢人口变化图示

里佐库尔-比谢于2022年1月1日时的人口数量为129人。